# Classe Canopus (nave da battaglia)
La classe Canopus è stata un gruppo di sei navi da battaglia pre-dreadnought costruite per la Royal Navy britannica ed entrate in servizio tra il 1899 e il 1902. Vennero progettate da William Henry White specificamente per il servizio in Estremo oriente. La prima unità della classe fu la Albion, seguita da Canopus, Glory, Goliath, Ocean e Vengeance. L'armamento principale era composto da quattro cannoni da 305 mm e sei da 152 mm. Varate pochi anni prima della HMS Dreadnought, divennero velocemente obsolete al momento dell'ingresso in servizio del nuovo tipo di corazzata monocalibro nel 1906.

## Struttura
Le navi di questa classe furono le prime ad essere costruite con acciaio Krupp, che permise l'assottigliamento della corazzatura. I nuovi cannoni della batteria principale erano armi ad alta velocità da 305mm, che con la velocità iniziale di 790 m/s superavano del 25% le prestazioni dei lenti e grossi cannoni da 343 precedenti, con una perforazione di 292mm a 4600 metri contro i 229 a 5000 dei precedenti. Inoltre avevano una cadenza di tiro almeno doppia e una maggiore gittata. La torre era totalmente chiusa, cosa fondamentale date le maggiori distanze d'ingaggio, con traiettorie paraboliche per i colpi in arrivo, rese possibili dalla maggiore precisione delle artiglierie, proiettili e sistemi di tiro. Torri e barbette avevano corazze da 356mm come massimo, mentre le casematte dell'armamento secondario avevano 152mm(6 pollici).
L'apparato propulsore era composto da 2 gruppi di motrici alternative a vapore con un totale di 15.400 hp per un massimo di 18 nodi.

## Servizio

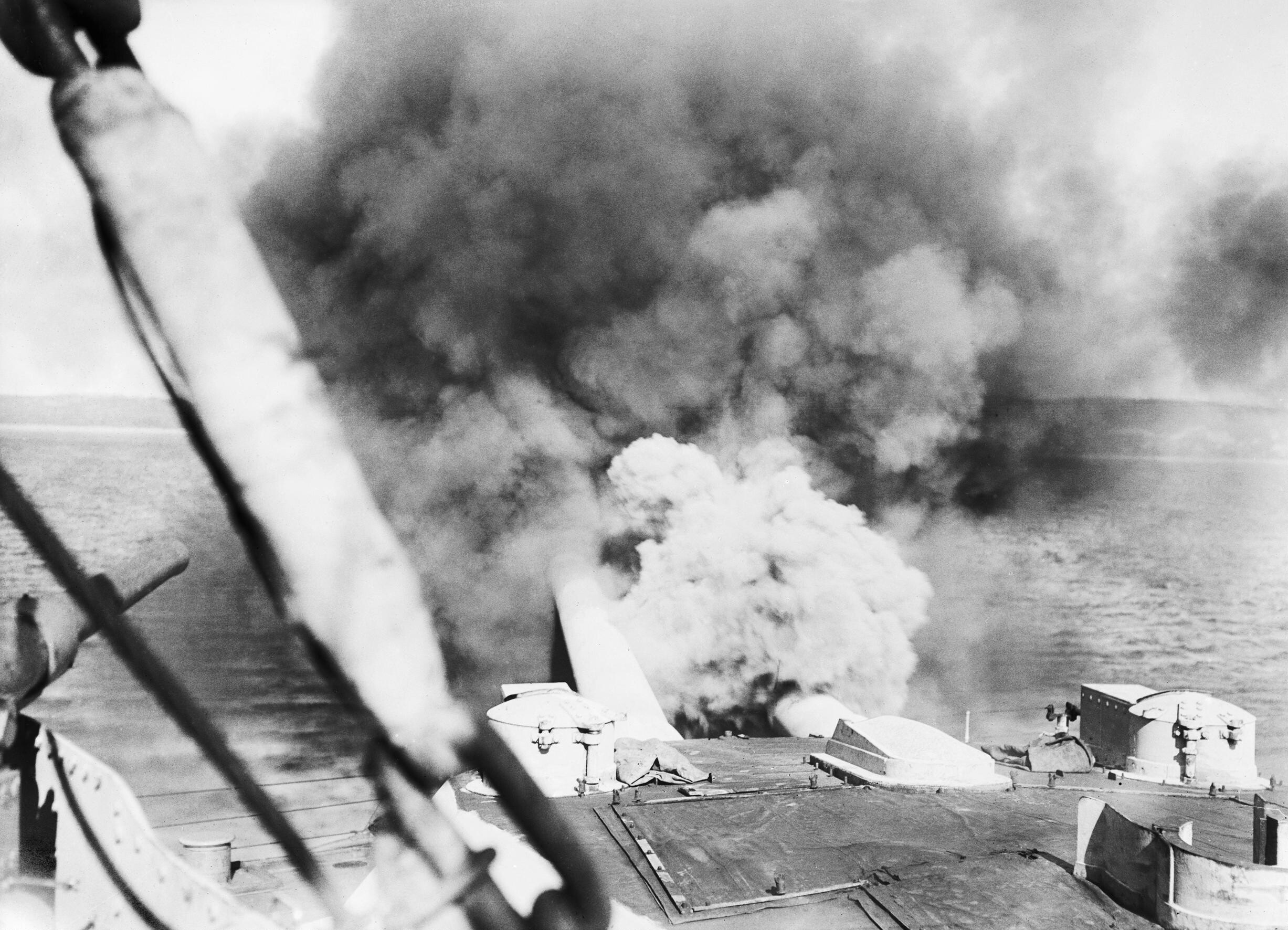
La Canopus mentre bombarda i forti ottomani nei Dardanelli, maggio 1915

La HMS Canopus evitò la battaglia di Coronel a causa della sua ridotta velocità visto che l'ammiraglio Christopher Cradock preferì forzare i tempi per non dare la possibilità ai tedeschi di varcare lo stretto di Magellano; la nave poi partecipò alla caccia alla squadra di Von Spee e sparò le salve iniziali della battaglia delle Falkland.
Tutte le navi della classe fornirono un contributo di fuoco nello sbarco ai Dardanelli, dove 2 navi della classe vennero affondate; la HMS Goliath dai siluri lanciati dalla silurante turca Muavenet e la HMS Ocean dalle mine.

### La perdita della Goliath
La nave, che in precedenza era stata impegnata nel blocco dell'incrociatore SMS Königsberg nel delta del Rufiji in Africa Orientale ed aveva bombardato Dar es Salaam il 28 ed il 30 novembre 1914, venne silurata il 15 maggio 1915 nella Baia di Morto dal cacciatorpediniere turco Muavenet-i Milliye, con equipaggio misto turco-tedesco. I morti furono 570 su un equipaggio di 700, compreso il suo comandante Thomas Lawrie Shelford, ed il caccia turco, pur fatto segno a vari colpi dopo il primo siluro, riuscì ad andarsene illeso.

### L'affondamento della Ocean
L'affondamento della Ocean ebbe luogo l'8 marzo 1915; durante la notte il posamine turco Nusret piazzò una linea minata presso la baia di Erenköy, lungo la sponda asiatica appena dentro l'ingresso dello Stretto dei Dardanelli, in aggiunta a quelle esistenti e note agli Alleati.

La nuova linea correva parallela alla riva e si trovava di poco entro il limite dell'ampio raggio di virata necessario alle corazzate alleate per invertire la rotta, mentre il piano britannico per il 18 marzo consisteva nel mettere a tacere le difese costiere, e neutralizzare le prime cinque linee di mine durante la notte.

Le navi alleate furono disposte su cinque linee, e la prima fase vide le navi da battaglia britanniche più moderne aprire il fuoco da grande distanza, seguite da due pre-Dreadnought e rilevate poi dai vascelli francesi. Dopo il loro intervento sarebbe stata la volta del grosso delle navi britanniche. Nella manovra di accostata la corazzata francese Bouvet (già colpita diverse volte dai cannoni turchi) urtò una mina presso la baia di Erenköy e si capovolse affondando in 58 secondi. Alle 4:00 anche l'incrociatore da battaglia HMS Inflexible venne gravemente danneggiato da una mina, nello stesso punto della Bouvet, nel giro di poche ore la HMS Irresistible affondò in seguito ai danni riportati, seguita dalla Ocean, vittima anch'essa di una mina mentre le prestava soccorso.
Tutte le navi superstiti della classe vennero radiate nel 1920 e demolite nel 1921.